# Котелевка (село)
Котеле́вка —  село в Україні, у Краснокутській селищній громаді Богодухівського району Харківської області. Населення становить 65 осіб. До 2020 орган місцевого самоврядування — Колонтаївська сільська рада.

## Географія
Село Котелевка знаходиться на березі річки Котелевка і витягнуто вздовж її русла на 6 км. Річка в цьому місці пересихає. Нижче за течією примикає до села Михайлівка Перша (Полтавська область).

## Історія
12 червня 2020 року, розпорядженням Кабінету Міністрів України № 725-р «Про визначення адміністративних центрів та затвердження територій територіальних громад Харківської області», увійшло до складу Краснокутської селищної громади.
19 липня 2020 року, в результаті адміністративно-територіальної реформи та ліквідації Краснокутського району, село увійшло до складу Богодухівського району.